# Radek Štěpánek
Radek Štěpánek (Karviná, 27 de Novembro de 1978) é um tenista profissional da República Tcheca que foi um dos poucos a ser top 10 tanto em simples, como em duplas. Tem 2 títulos de Grand Slam em duplas (Australian Open 2012 e US Open 2013), foi campeão da Copa Davis em 2012, por seu país, e em 2016 conquistou a medalha de bronze nas duplas mistas dos Jogos Olímpicos do Rio de Janeiro.

## Carreira
No começo da carreira, Štěpánek dava mais preferência às duplas, possuindo 13 títulos no circuito. Após algumas temporadas preferiu se dedicar somente à categoria de simples. A partir de 2003, faz parte também da equipe tcheca na Copa Davis. Em 2006, ganhou sua primeira final de ATP de simples, contra o belga Christophe Rochus. Ainda ganhou os ATPs de Los Angeles em 2007, San Jose e Brisbane em 2009 e Washington em 2011.
Encerrou o ano de 2011 como o número 28 do mundo em simples. Em 2012, venceu o Australian Open de duplas, junto com o indiano Leander Paes.
Foi noivo de Martina Hingis. E foi casado desde 17 de julho de 2010 com a musa Nicole Vaidisova, até 2013. Após vários meses ele estava namorando Petra Kvitova, com quem terminou em 2014. 

## Desempenho em Torneios

### Grand Slam finais

#### Duplas: 4 (2-2)
| Posição | Ano  | Campeonato          | Piso | Parceiro     | Oponentes                   | Placar        |
| ------- | ---- | ------------------- | ---- | ------------ | --------------------------- | ------------- |
| Vice    | 2002 | US Open             | Duro | Jiří Novák   | Max Mirnyi Mahesh Bhupathi  | 3–6, 6–3, 4–6 |
| Campeão | 2012 | Aberto da Austrália | Duro | Leander Paes | Bob Bryan Mike Bryan        | 7–6(7–1), 6–2 |
| Vice    | 2012 | US Open             | Duro | Leander Paes | Bob Bryan Mike Bryan        | 3–6, 4–6      |
| Campeão | 2013 | US Open             | Duro | Leander Paes | Alexander Peya Bruno Soares | 6–1, 6–3      |

### Masters 1000 finais

#### Simples: 2 (0-2)
| Posição | Ano  | Campeonato | Piso        | Oponente      | Plaar              |
| ------- | ---- | ---------- | ----------- | ------------- | ------------------ |
| Vice    | 2004 | Paris      | Carpete (i) | Marat Safin   | 3–6, 6–7(5–7), 3–6 |
| Vice    | 2006 | Hamburgo   | Saibro      | Tommy Robredo | 1–6, 3–6, 3–6      |

#### Duplas: 2 (2-0)
| Posição | Ano  | Campeonato | Piso | Parceiro     | Oponentes                     | Placar                |
| ------- | ---- | ---------- | ---- | ------------ | ----------------------------- | --------------------- |
| Campeão | 2012 | Miami      | Duro | Leander Paes | Max Mirnyi Daniel Nestor      | 6–3, 1–6, [8–10]      |
| Campeão | 2012 | Xanghai    | Duro | Leander Paes | Mahesh Bhupathi Rohan Bopanna | 6–7(7–9), 6–3, [10–5] |

## ATP Tour

### Simples

#### Finais Vencidas (5)
| Legenda                                                     |
| Grand Slam (0)                                              |
| Tennis Masters Cup ATP World Tour Finals (0)                |
| ATP Masters Series ATP World Tour Masters 1000 (0)          |
| ATP International Series Gold ATP World Tour 500 Series (2) |
| ATP International Series ATP World Tour 250 Series (3)      |

| Títulos por superfície |
| Dura (5)               |
| Grama (0)              |
| Saibro (0)             |
| Carpete (0)            |

| Nr. | Data                    | Torneio                | Superfície | Adversário na Final | Resultado        |
| 1.  | 13 de Junho de 2006     | Roterdã, Países Baixos | Dura       | Christophe Rochus   | 6–0, 6–3         |
| 2.  | 22 de Julho de 2007     | Los Angeles, EUA       | Dura       | James Blake         | 7–6(7), 5–7, 6–2 |
| 3.  | 11 de Janeiro de 2009   | Brisbane, Austrália    | Dura       | Fernando Verdasco   | 3–6, 6–3, 6–4    |
| 4.  | 15 de Fevereiro de 2009 | San José, EUA          | Dura       | Mardy Fish          | 3–6, 6–4, 6–2    |
| 5.  | 7 de Agosto de 2011     | Washington, D.C., EUA  | Dura       | Gaël Monfils        | 6–4, 6–4         |

#### Finais Perdidas (7)
| Nr. | Data                    | Torneio                         | Superfície | Adversário na Final | Resultado           |
| 1.  | 1 de Novembro de 2004   | Paris, França                   | Carpete    | Marat Safin         | 6–3, 7–6(5), 6–3    |
| 2.  | 31 de Janeiro de 2005   | Milão, Itália                   | Carpete    | Robin Söderling     | 6–3, 6–7(2), 7–6(5) |
| 3.  | 26 de Setembro de 2005  | Cidade de Ho Chi Minh, Vietname | Dura       | Jonas Björkman      | 6–3, 7–6(4)         |
| 4.  | 21 de Maio de 2006      | Hamburgo, Alemanha              | Saibro     | Tommy Robredo       | 6–1, 6–3, 6–3       |
| 5.  | 24 de Fevereiro de 2008 | San José, EUA                   | Dura       | Andy Roddick        | 6–4, 7–5            |
| 6.  | 22 de Fevereiro de 2009 | Memphis, EUA                    | Dura       | Andy Roddick        | 7–5, 7–5            |
| 7.  | 10 de Janeiro de 2010   | Brisbane, Austrália             | Dura       | Andy Roddick        | 7–6(2), 7–6(7)      |

### Duplas

#### Finais Vencidas (14)
| Legenda                                                     |
| Grand Slam (1)                                              |
| Tennis Masters Cup ATP World Tour Finals (0)                |
| ATP Masters Series ATP World Tour Masters 1000 (0)          |
| ATP International Series Gold ATP World Tour 500 Series (4) |
| ATP International Series ATP World Tour 250 Series (9)      |

| Títulos por superfície |
| Dura (8)               |
| Grama (0)              |
| Saibro (5)             |
| Carpete (1)            |

| Nr. | Data                    | Torneio                               | Superfície | Parceiro      | Adversários na Final           | Resultado           |
| 1.  | 26 de Abril de 1999     | Praga, República Tcheca               | Saibro     | Martin Damm   | Mark Keil Nicolás Lapentti     | 6–0, 6–2            |
| 2.  | 9 de Abril de 2001      | Estoril, Portugal                     | Saibro     | Michal Tabara | Donald Johnson Nenad Zimonjić  | 6–4, 6–1            |
| 3.  | 30 de Abril de 2001     | Munique, Alemanha                     | Saibro     | Petr Luxa     | Jaime Oncins Daniel Orsanic    | 5–7, 6–2, 7–6(5)    |
| 4.  | 8 de Outubro de 2001    | Viena, Áustria                        | Dura       | Martin Damm   | Jiří Novák David Rikl          | 6–3, 6–2            |
| 5.  | 29 de Abril de 2002     | Munique, Alemanha                     | Saibro     | Petr Luxa     | Petr Pála Pavel Vízner         | 6–0, 6–7(4), [11–9] |
| 6.  | 27 de Janeiro de 2003   | Milão, Itália                         | Carpete    | Petr Luxa     | Tomáš Cibulec Pavel Vízner     | 6–4, 7–6(4)         |
| 7.  | 16 de Fevereiro de 2004 | Roterdã, Países Baixos                | Dura       | Paul Hanley   | Jonathan Erlich Andy Ram       | 5–7, 7–6(5), 7–5    |
| 8.  | 12 de Julho de 2004     | Stuttgart, Alemanha                   | Saibro     | Jiří Novák    | Simon Aspelin Todd Perry       | 6–2, 6–4            |
| 9.  | 13 de Setembro de 2004  | Delray Beach, EUA                     | Dura       | Leander Paes  | Gastón Etlis Martín Rodríguez  | 6–0, 6–3            |
| 10. | 7 de Fevereiro de 2005  | Marselha, França                      | Dura       | Martin Damm   | Mark Knowles Daniel Nestor     | 7–6(4), 7–6(5)      |
| 11. | 21 de Fevereiro de 2005 | Dubai, Emirados Árabes Unidos         | Dura       | Martin Damm   | Jonas Björkman Fabrice Santoro | 6–2, 6–4            |
| 12. | 13 de Fevereiro de 2005 | Marselha, França                      | Dura       | Martin Damm   | Mark Knowles Daniel Nestor     | 6–2, 6–7(4), [10–3] |
| 13. | 15 de Fevereiro de 2009 | San José, EUA                         | Dura       | Tommy Haas    | Rohan Bopanna Jarkko Nieminen  | 6–2, 6–3            |
| 14. | 28 de Janeiro de 2012   | Australian Open, Melbourne, Austrália | Dura       | Leander Paes  | Bob Bryan Mike Bryan           | 7–6(1), 6–2         |

#### Finais Perdidas (10)
| Nr. | Data                    | Torneio                       | Superfície | Parceiro        | Adversários na Final            | Resultado           |
| 1.  | 25 de Agosto de 2001    | Long Island, EUA              | Dura       | Leoš Friedl     | Jonathan Stark Kevin Ullyett    | 6–1, 6–4            |
| 2.  | 30 de Setembro de 2001  | Hong Kong, China              | Dura       | Petr Luxa       | Karsten Braasch André Sá        | 6–0, 7–5            |
| 3.  | 17 de Fevereiro de 2002 | Copenhague, Dinamarca         | Dura       | Jiří Novák      | Julian Knowle Michael Kohlmann  | 7–6(8), 7–5         |
| 4.  | 6 de Setembro de 2002   | US Open, Nova Iorque, EUA     | Dura       | Jiří Novák      | Mahesh Bhupathi Max Mirnyi      | 6–3, 3–6, 6–4       |
| 5.  | 13 de Outubro de 2002   | Viena, Áustria                | Dura       | Jiří Novák      | Joshua Eagle Sandon Stolle      | 6–4, 6–3            |
| 6.  | 16 de Janeiro de 2004   | Auckland, Nova Zelândia       | Dura       | Jiří Novák      | Mahesh Bhupathi Fabrice Santoro | 4–6, 7–5, 6–3       |
| 7.  | 10 de Outubro de 2004   | Lyon, França                  | Carpete    | Jonas Björkman  | Jonathan Erlich Andy Ram        | 7–6(2), 6–2         |
| 8.  | 7 de Janeiro de 2007    | Adelaide, Austrália           | Dura       | Novak Đoković   | Wesley Moodie Todd Perry        | 6–4, 3–6, [15–13]   |
| 9.  | 3 de Março de 2007      | Dubai, Emirados Árabes Unidos | Dura       | Mahesh Bhupathi | Fabrice Santoro Nenad Zimonjić  | 7–5, 6–7(3), [10–7] |
| 10. | 8 de Agosto de 2010     | Washington, D.C., EUA         | Dura       | Tomáš Berdych   | Mardy Fish Mark Knowles         | 4–6, 7–6(7), [10–7] |